# Symfonia wiosenna

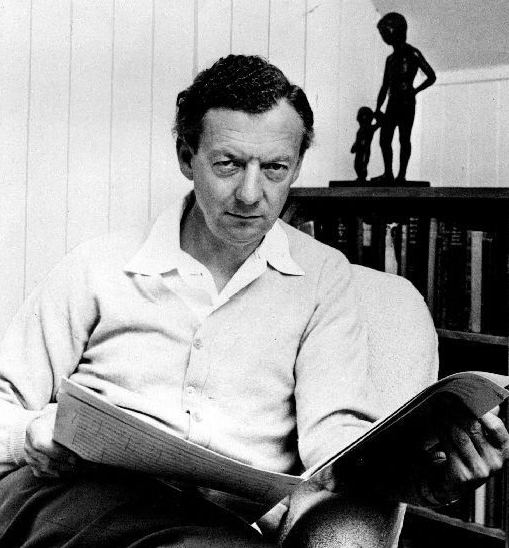
Benjamin Britten (1968)

Symfonia wiosenna (ang. Spring Symphony), op. 44 – utwór wokalno-instrumentalny, skomponowany przez Benjamina Brittena w 1949. 
Symfonia przeznaczona jest na trzy głosy solowe (sopran, alt i  tenor), chór mieszany, chór chłopięcy i orkiestrę. Utwór powstał na zamówienie fundacji Kusewickiego (Koussevitzky Music Foundation) i został dedykowany jej założycielowi oraz dyrektorowi muzycznemu i dyrygentowi Bostońskiej Orkiestry Symfonicznej – Siergiejowi Kusewickiemu.

## Premiera
Światowe prawykonanie symfonii miało miejsce podczas Holland Festival, w Amsterdamie, 14 lipca 1949, z udziałem solistów: Jo Vincent (sopran), Kathleen Ferrier (kontralt), Petera Pearsa (tenor) oraz Dutch Radio Chorus i Koninklijk Concertgebouworkest pod dyr. Eduarda van Beinuma.  
Miesiąc później, 13 sierpnia 1949 w Tanglewood, odbyła się amerykańska premiera, w wykonaniu Bostońskiej Orkiestry Symfonicznej.
Polska premiera miała miejsce podczas pierwszej edycji festiwalu „Warszawska Jesień” 17 października 1956, w wykonaniu Zofii Stachurskiej (sopran), Ireny Winiarskiej (alt) i Andrzeja Bachledy (tenor) z towarzyszeniem Orkiestry Symfonicznej i Chóru Polskiego Radia oraz Chóru Chłopięcego Filharmonii Krakowskiej; dyrygował Jerzy Gert.

## Charakterystyka utworu
Kompozycja jest manifestacją budzącej się do życia przyrody po długiej zimie. Już sam tytuł wskazuje na inspirację kompozytora, a zarazem sugeruje recepcję utworu, co jest przejawem typowej dla Brittena skłonności do ilustracyjności. Wykorzystanie formy wokalno-instrumentalnej umożliwiło w wyrazisty sposób odzwierciedlenie wiosennego nastroju poprzez powierzenie rozbudowanej obsadzie głosowej (partie solowe, chóry) wykonanie tekstów poetów dawnych i współczesnych.
Symfonia jest jednym z najbardziej oryginalnych dzieł chóralno-orkiestrowych pierwszej połowy XX wieku, będącym ogromnym i złożonym przedsięwzięciem zarówno kompozycyjnym, jak i wykonawczym. W liście do Kusewickiego z listopada 1948 Britten napisał: to jedna z największych i najpoważniejszych prac, jakich kiedykolwiek się podjąłem. Pomimo tego, że  utwór został skomponowany z przeznaczeniem dla amerykańskiej orkiestry i dyrygenta, zasadniczo ma on charakter brytyjski. Wykorzystana w nim poezja ma silny związek z angielskią literaturą pastoralną, a niektóre wiersze kojarzą się z angielskimi madrygałami. 

## Budowa utworu
Kompozycja składa się z czterech części, z których trzy pierwsze mają dodatkowo wewnętrzny podział związany z wykorzystanymi tekstami. Ostatnia, finalna część oparta jest na jednym tylko tekście, nie licząc cytatu z tradycyjnego kanononu kołowego Sumer is icumen in z XIII wieku).
| poezja                                                                         | autor                                  | wykonawcy                                                |
| ------------------------------------------------------------------------------ | -------------------------------------- | -------------------------------------------------------- |
| część I                                                                        |                                        |                                                          |
| Introduction: Shine Out                                                        | anonim z XVI w.                        | chór mieszany                                            |
| The Merry Cuckoo                                                               | Edmund Spenser                         | tenor solo                                               |
| Spring, the Sweet Spring                                                       | Thomas Nashe                           | sopran, alt i tenor solo, chór mieszany                  |
| The Driving Boy                                                                | George Peele, John Clare               | sopran solo i chór chłopięcy                             |
| The Morning Star                                                               | John Milton                            | chór mieszany                                            |
| część II                                                                       |                                        |                                                          |
| Welcome, Maids of Honour                                                       | Robert Herrick                         | alt solo                                                 |
| Waters Above!                                                                  | Henry Vaughan                          | tenor solo                                               |
| Out on the lawn I Lie in bed                                                   | W.H. Auden                             | alt solo i chór mieszany                                 |
| część III                                                                      |                                        |                                                          |
| When will my May Come?                                                         | Richard Barnfield                      | tenor solo                                               |
| Fair and Fair                                                                  | George Peele                           | sopran i tenor solo                                      |
| Sound the Flute!                                                               | William Blake                          | chór mieszany i chór chłopięcy                           |
| część IV                                                                       |                                        |                                                          |
| Finale: London, to hhee I do present the merry month of May Sumer is icumen in | Francis Beaumont, John Fletcher anonim | sopran, alt i tenor solo, chór mieszany i chór chłopięcy |